# Desirae Krawczyk
Desirae Krawczyk (født 11. januar 1994 i Rancho Mirage, Californien, USA) er en professionel tennisspiller fra USA.